# Botanisch-zoologisches Schutzgebiet Paąžuolynė
Das Botanisch-zoologische Schutzgebiet Paąžuolynė (lit. Paąžuolynė botaninis-zoologinis draustinis) ist ein Schutzgebiet (kdraustinis) der Botanik und Zoologie in Paąžuolynė, beim Dorf Upninkai in Litauen. Es liegt im Amtsbezirk Upninkai der Rajongemeinde Jonava, Bezirk Kaunas. Das gesamte Territorium beträgt 74,79 ha. Geschützt werden seltene Große Moosjungfer und Nördlicher Kammmolch. Das Schutzgebiet wurde am 26. Januar 2011 aufgrund der Verordnung der Regierung Litauens errichtet.